# Alex Gaudino
Pour les articles homonymes, voir Gaudino.
Alessandro Alfonso Fortunato Gaudino (né le 23 janvier 1970 à Salerne, en Campanie), connu sous le nom de scène Alex Gaudino, est un DJ et producteur discographique italien de musique house.
Il s'est fait connaître grâce à son tube house Destination Calabria.

## Biographie
Alex Gaudino commence son aventure dans l'industrie de la musique en 1993 avec les labels Italiens Flying Records/UMM. En 1998 avec l'aide de Giacomo Maiolini, il monte le label Rise Records qui s'avère très rapidement être un des labels les plus respectés d'Europe. Déjà très connu dans le milieu de la nuit, Alex Gaudino est le seul directeur artistique italien ayant obtenu deux numéros 1 dans les ventes de single en Angleterre. Il obtient également la nomination du meilleur directeur artistique européen en 2000 aux European Music Awards de Londres.
Il est surtout connu comme étant l'auteur de Destination Calabria extrait de l'album My Destination, sorti en 2007, et qui est un mashup entre son titre Destination Unknown sorti en 2003 et le titre Calabria de Rune. Ce titre a eu très grand succès commercial en Europe mais aussi dans le reste du monde. Sa reprise de I Love Rock 'n' Roll est sortie fin 2008.
Ces dernières années Alex Gaudino collabore beaucoup avec d'autres DJ italiens comme Nari & Milani, Jason Rooney.
Ses 3 clips vidéos Watch Out, Destination Calabria et I Love Rock 'n' Roll mettent tous en scène des filles provocantes, sexy, actrices pornographiques [source à confirmer].

## Discographie

### Albums

#### Albums studio
| Titre          | Album                                                                                     |
| -------------- | ----------------------------------------------------------------------------------------- |
| My Destination | - Date de sortie : 6 octobre 2008 - Label: Universal Records - Format: CD, téléchargement |
| Doctor Love    | - Date de sortie : 12 mars 2013 - Label: Happy Records - Format: CD, téléchargement       |

### Singles

#### Artiste principal
| Titre                                                                          | Année | Positions | Positions | Positions | Positions | Positions | Positions | Positions | Positions | Positions | Positions | Positions | Album          |
| Titre                                                                          | Année | ITA       | AUS       | BEL (FL)  | BEL (WAL) | ESP       | FRA       | IRL       | P-B       | R-U       | SUÈ       | SUI       | Album          |
| ------------------------------------------------------------------------------ | ----- | --------- | --------- | --------- | --------- | --------- | --------- | --------- | --------- | --------- | --------- | --------- | -------------- |
| Destination Unknown (featuring Crystal Waters)                                 | 2003  | —         | —         | —         | —         | —         | —         | —         | —         | —         | —         | —         |                |
| Bittersweet Melody (featuring Ultra Naté)                                      | 2003  | —         | —         | —         | —         | —         | —         | —         | —         | —         | —         | —         | My Destination |
| Saxy Destination (vs. Jim Tonique)                                             | 2004  | —         | —         | —         | —         | —         | —         | —         | —         | —         | —         | —         |                |
| Magic Destination (featuring Crystal Waters)                                   | 2004  | —         | —         | —         | —         | —         | —         | —         | —         | —         | —         | —         | My Destination |
| Sambatucada (sous Gaudino Da Costa)                                            | 2004  | 40        | —         | —         | —         | —         | —         | —         | —         | —         | —         | —         |                |
| Reaction' (avec Jerma)                                                         | 2006  | —         | —         | —         | —         | —         | —         | —         | —         | —         | —         | —         | My Destination |
| Destination Calabria (featuring Crystal Waters)                                | 2006  | —         | 3         | 2         | 2         | 6         | 6         | 2         | 14        | 4         | 10        | 50        | My Destination |
| Que Pasa Contigo (featuring Sam Obernik)                                       | 2007  | —         | —         | 50        | —         | —         | —         | —         | 66        | —         | —         | —         | My Destination |
| Watch Out (featuring Shena)                                                    | 2007  | 31        | —         | —         | —         | —         | —         | 23        | 12        | 16        | —         | —         | My Destination |
| I'm a DJ (vs. Nari & Milani featuring Carl)                                    | 2008  | —         | —         | —         | —         | —         | —         | —         | —         | —         | —         | —         | My Destination |
| I Love Rock 'n' Roll (avec Jason Rooney)                                       | 2008  | —         | —         | —         | —         | —         | —         | —         | —         | —         | —         | —         | Destination DJ |
| Take Me Down (To the Water) (avec Steve Edwards)                               | 2009  | —         | —         | —         | —         | —         | —         | —         | —         | —         | —         | —         | Destination DJ |
| I'm in Love (I Wanna Do It)                                                    | 2010  | —         | —         | 25        | —         | —         | —         | 44        | 46        | 10        | —         | —         | Doctor Love    |
| Kissed                                                                         | 2011  | —         | —         | —         | —         | —         | —         | —         | —         | —         | —         | —         |                |
| Italia (avec Henry John Morgan)                                                | 2011  | —         | —         | —         | —         | —         | —         | —         | —         | —         | —         | —         |                |
| What a Feeling (featuring Kelly Rowland)                                       | 2011  | —         | —         | 32        | —         | —         | —         | 38        | 66        | 6         | —         | —         | Doctor Love    |
| La notte dei desideri (Remix) (vs. Jovanotti)                                  | 2011  | —         | —         | —         | —         | —         | —         | —         | —         | —         | —         | —         |                |
| Chinatown                                                                      | 2012  | —         | —         | —         | —         | —         | —         | —         | 69        | —         | —         | —         |                |
| I Don't Wanna Dance (featuring Taboo)                                          | 2012  | —         | —         | 34        | —         | —         | —         | —         | —         | —         | —         | —         | Doctor Love    |
| Playing With My Heart (featuring JRDN)                                         | 2013  | —         | —         | —         | —         | —         | —         | —         | —         | —         | —         | —         | Doctor Love    |
| Is This Love (featuring Jordin Sparks)                                         | 2013  | —         | —         | —         | —         | —         | —         | —         | —         | —         | —         | —         | Doctor Love    |
| Beautiful (featuring Mario)                                                    | 2013  | —         | —         | —         | —         | —         | —         | —         | —         | —         | —         | —         | Doctor Love    |
| Missing You (featuring Nicole Scherzinger)                                     | 2013  | —         | —         | —         | —         | —         | —         | —         | —         | —         | —         | —         |                |
| Rewind                                                                         | 2013  | —         | —         | —         | —         | —         | —         | —         | —         | —         | —         | —         |                |
| Game of Thronyk (vs. Wlady & Tumba vs. Luke Silver)                            | 2014  | —         | —         | —         | —         | —         | —         | —         | —         | —         | —         | —         |                |
| Believe In Me (avec Provenzano featuring Max'C)                                | 2014  | —         | —         | —         | —         | —         | —         | —         | —         | —         | —         | —         |                |
| Lights Go Out (avec Manufactured Superstars featuring Zak Waters)              | 2015  | —         | —         | —         | —         | —         | —         | —         | —         | —         | —         | —         |                |
| I'm Movin'                                                                     | 2015  | —         | —         | —         | —         | —         | —         | —         | —         | —         | —         | —         |                |
| MangoMan (vs. Nari & Milani)                                                   | 2016  | —         | —         | —         | —         | —         | —         | —         | —         | —         | —         | —         |                |
| Never Give Up On Love (featuring Polina)                                       | 2017  | —         | —         | —         | —         | —         | —         | —         | —         | —         | —         | —         |                |
| Together (avec Nari featuring Pope)                                            | 2018  | —         | —         | —         | —         | —         | —         | —         | —         | —         | —         | —         |                |
| No More (featuring Brenda Muller)                                              | 2019  | —         | —         | —         | —         | —         | —         | —         | —         | —         | —         | —         |                |
| Remember Me (avec Bottai & Moncrieff & Blush)                                  | 2020  | —         | —         | —         | —         | —         | —         | —         | —         | —         | —         | —         |                |
| Open Your Eyes (avec Love Legend)                                              | 2020  | —         | —         | —         | —         | —         | —         | —         | —         | —         | —         | —         |                |
| All I Think Is Of You (featuring Dakota)                                       | 2021  | —         | —         | —         | —         | —         | —         | —         | —         | —         | —         | —         |                |
| Do It Again (avec Bottai featuring Stevie Appleton)                            | 2021  | —         | —         | —         | —         | —         | —         | —         | —         | —         | —         | —         |                |
| Talk Talk (avec Tobtok & Jayover)                                              | 2022  | —         | —         | —         | —         | —         | —         | —         | —         | —         | —         | —         |                |
| Rely on Me (avec Sigala & Gabry Ponte)                                         | 2022  | —         | —         | —         | —         | —         | —         | —         | —         | —         | —         | —         | Every Cloud    |
| La Verdolaga (avec Cumbiafrica)                                                | 2023  | —         | —         | —         | —         | —         | —         | —         | —         | —         | —         | —         |                |
| My Time (avec Million Times)                                                   | 2023  | —         | —         | —         | —         | —         | —         | —         | —         | —         | —         | —         |                |
| Up All Night (avec Syence & MKLA)                                              | 2023  | —         | —         | —         | —         | —         | —         | —         | —         | —         | —         | —         |                |
| Don't Talk to Me                                                               | 2023  | —         | —         | —         | —         | —         | —         | —         | —         | —         | —         | —         |                |
| Saturday (avec Dopamine & MazZz)                                               | 2023  | —         | —         | —         | —         | —         | —         | —         | —         | —         | —         | —         |                |
| Body (avec Alexandra Stan & Mufasa & Hypeman)                                  | 2024  | —         | —         | —         | —         | —         | —         | —         | —         | —         | —         | —         |                |
| "—" signifie que le single ne s'est pas classé ou n'est pas sorti dans le pays |       |           |           |           |           |           |           |           |           |           |           |           |                |

#### Sous Lil' Love (avec Jerma)
| Année | Titre               | Positions |
| Année | Titre               | P-B       |
| ----- | ------------------- | --------- |
| 2005  | Little Love         | 56        |
| 2006  | Waiting for Tonight | —         |

### Remixes
1994
- D.J.J - Making Again (Alex G. Remix)

1995
- Activa - I Try (Alex Gee Emotion Dub)
- Fargetta - Midnight (Alex Gee Dub)
- Geetrax - A Touch Of Jazz (Alex Gee Bad Dub)

1996
- Fargetta - The Beat Of Green (May Day - May Day) (Alex Mix)
- Saxation - One Night (Alex Gee Mix)
- Activa - Be (What U Wanna Be) (Alex Gee Guadda Mix)
- Funkcyde - Free Your Mind (Alex Gee Dub)

1997
- Konya - A Perfect Day (Gaudino's Stormy Mix)
- Antares - I Want Your Love (Gaudino Phunky Dub Mix)

2003
- Alex Gaudino featuring Crystal Waters - Destination Unknown (Nari & Gaudino Remix)
- Blow-Up - You Can't Make Me Do That (Alex Gaudino Remix)
- Autostop - Parriba (Nari & Gaudino Autostop Mix)
- Yan - Do You Remember? (Nari & Gaudino Original Re-construction Mix / Factory Mix)

2004
- Armand van Helden present Sahara - Everytime I Feel It (Gaudino's Destination Remix)
- Gaudino featuring Ultra Naté - Bittersweet Melody (Extraordi-Nri-Gaudino Club Mix)
- Gaudino Da Costa - Sambatucada (Nari & Gaudino Sambadhrome Club Mix)
- Supacupa - Singin' La La (Nari & Gaudino Club Re-Con Mix)
- Supacupa - Keep Movin' On (Nari & Gaudino Re-Original Mix)
- Da Rock - La Mia Banda Suona Il Rock (Nari & Gaudino Shake It Remix)
- Da Rock - Every Night In Rio (Nari & Gaudino Extended Remix)
- Mousse T. featuring Emma Lanford - Right About Now (Gaudino Remix)
- Mousse T. featuring Emma Lanford - Is It 'Cos I'm Cool? (Gaudino & Jerma I Am Cooool! Extended)

2005
- James Kakande - You You You (Alex Gaudino & Jerma Remix)
- James Kakande - You You You (Alex Gaudino & Jerma Trinidad & Tobago Remix)

2006
- Aaron Smith featuring Luvli - Dancin' (Lil' Love Remix)
- Pete Tong & Chris Cox - Deep End (Alex Gaudino & Jerma Remix)
- Alex Gaudino & Jerma - Reaction (Alex Gaudino & Jerma Club Mix)
- Blu Lipstick - Head Over Heels (Alex Gaudino Remix)
- Ana - Devuelveme La Vida (Alex Gaudino Remix)
- Molella - From Space To My Life (Alex Gaudino Remix)
- Alex Gaudino featuring Crystal Waters - Destination Calabria (Gaudino & Rooney Remix)
- Becker - Don't Try (Alex Gaudino Remix)
- Mousse T. vs. The Dandy Warhols - Horny As A Dandy (Alex Gaudino & Jerma Club Mix)

2007
- Wi-Fi featuring Siobhan - Last Night (Alex Gaudino Remix)
- Alex Fain featuring Nic Kat - Some Lovin' (Alex Gaudino & Jason Rooney Remix)
- Chiara - Nothing At All (Alex Gaudino vs. Nari & Milani Remix)
- Sunburst featuring Antoine & Marcia Juell - Beautiful Day (Alex Gaudino Remix)
- Robbie Rivera featuring C&C Music Factory Music DJs - Aye Aye Aye (Alex Gaudino Vocal Remix / Dub)
- OTC - The Year Of The Cat (Alex Gaudino & Paulsander Remix)
- Doc Da Funk - Real Love (Alex Gaudino Remix)
- Didier Sinclair featuring Lidy V - Feel The Wave (Gaudino & Jason Rooney Remix)
- Se:Sa featuring Sharon Phillips - Like This Like That (Alex Gaudino & Jason Rooney Remix)
- Ultra Naté - Automatic (Alex Gaudino Remix)
- Roy Paci & Arusteka - Beleza (Alex Gaudino Remix)
- Butler & Hayes featuring eat Nazene - Don't You Want To Be Mine (Alex Gaudino vs. Nari & Milani Remix)
- Mario Fargetta & Montecarlo Five featuring Mario Biondi - No Matter (Alex Gaudino Remix)
- Carl Kennedy vs. Roachford & M.Y.N.C. Project - Ride The Storm (Alex Gaudino & Jason Rooney Remix)
- Jason Rooney - Klap! (Alex Gaudino & Jason Rooney Rework)

2008
- Blow-Up - John Travolta (Alex Gaudino & Jason Rooney Remix)
- Il Genio - Pop Porno (Alex Gaudino & Jason Rooney Remix)
- Lexter - Peace & Love (Alex Gaudino vs. Nari & Milani Remix)
- Eighteen featuring Stephanie Mills - (You're Putting) Rush On Me (Alex Gaudino Remix)
- Gadjo - It's Alright (Alex Gaudino Remix)
- House Of Glass & Giorgio Gordano - Disco Down 2008 (Alex Gaudino & Jason Rooney Remix)
- Didier Sinclair featuring Lidy V - Do You Speak? (Alex Gaudino & Jason Rooney Remix)
- The Feeling - Turn It Up (Alex Gaudino Remix)
- Robert Clivilles - Work That Body (Oh Yeah) (Alex Gaudino Remix)
- Big Ange vs. Becky Rhodes - Angry (Alex Gaudino Remix)
- Hakimakli featuring Jamie Shepherd - Dollaly (Alex Gaudino Club Remix)
- Hakimakli featuring Jamie Shepherd - Dilly Dally (Alex Gaudino Club Remix)
- Jason Rooney - Shake Your Body (Down To The Ground) (Alex Gaudino Remix)
- Kid Rock - All Summer Long (Alex Gaudino Remix)
- Wiley - Summertime (Alex Gaudino Remix)
- Freemasons featuring Amanda Wilson - Watchin' (Alex Gaudino Remix)
- Robbie Rivera - Move Move (Alex Gaudino & Jason Rooney Remix)
- Fiorello & Baldini - Chi siamo noi (Alex Gaudino & Jason Rooney Remix)
- Ricky Luchini featuring Moony - Little Bird (Alex Gaudino & Jason Rooney Remix)
- Cisko Brothers - Guaglione 2008 (Alex Gaudino Remix)
- No Halo - Put Your Hands On (Alex Gaudino Remix)
- Philippe B - Looking For Paradise (Alex Gaudino Remix)
- Disko Criminals - Noisy (Alex Gaudino & Jason Rooney Remix)
- Nello Similoli - Deeper Kind Of Love (Alex Gaudino & Jason Rooney Remix)

2009
- Benassi vs. Bowie - DJ (Alex Gaudino & Jason Rooney Remix)
- Cunnie Williams featuring Monie Love - Saturday 2009 (Alex Gaudino & Jason Rooney Remix)
- Simioli & Viani featuring Shena - Touch Me (Alex Gaudino & Jason Rooney Remix)
- Armin van Buuren featuring Jacqueline Govaert - Never Say Never (Alex Gaudino Remix)
- Simply Red - Money's Too Tight (to Mention) 2009 (Alex Gaudino Remix / Club Mix / Dub Mix)
- Sagi Rei - Starlight (Alex Gaudino & Jason Rooney Remix)
- Dirty South featuring Rudy - We Are (Alex Gaudino & Jason Rooney Remix)
- Henry John Morgan featuring Juliet - California's Dream (Alex Gaudino & Jason Rooney Remix)
- Nari & Milani featuring Max'C - Disco Nuff (Alex Gaudino & Jason Rooney Remix)
- The Coursells featuring Mac Namara - In My Life (Alex Gaudino Remix)
- The Playin' Stars featuring Romanthony - You Needed Me (Jason Rooney & Alex Gaudino Remix)
- Pitbull - I Know You Want Me (Calle Ocho) (Alex Gaudino & Jason Rooney Remix)
- Benny Benassi vs. Iggy Pop - Electro Sixteen (Alex Gaudino & Jason Rooney Remix)
- Tiësto featuring C.C. Sheffield - Escape Me (Alex Gaudino & Jason Rooney Remix)
- Morjac & Fred Falke featuring Sarah Tyler - When We're Together (Alex Gaudino & Jason Rooney Remix)
- Bob Sinclar featuring Steve Edwards - Peace Song (Alex Gaudino & Jason Rooney Remix)
- Michel Cleis featuring Totó la Momposina - La Mezcla (Alex Gaudino & Jason Rooney Remix)
- DeepSwing - In The Music 2010 (Alex Gaudino & Jason Rooney Remix)
- Alex Gaudino & Steve Edwards - Take Me Down (To The Water) (Alex Gaudino & Jason Rooney Original Remix)

2010
- Vassy - History (Alex Gaudino & Jason Rooney Remix)
- Get Far featuring H-Boogie - The Radio (Alex Gaudino & Jason Rooney Remix)
- Nicola Fasano vs. Ultra Naté - No Wasted Hearts (Alex Gaudino & Jason Rooney Remix)
- The Rivera Project featuring Lizzie Curious - Sax Heaven (Alex Gaudino & Jason Rooney Remix)
- Milk & Sugar featuring Ayak - Let The Love (Take Over) (Alex Gaudino & Jason Rooney Remix)
- Dero & Rivera featuring Juan Magán - Oh Baby (Alex Gaudino & Jason Rooney Remix)
- Benny Benassi featuring Kelis & Apl.de.ap & Jean Baptiste - Spaceship (Alex Gaudino & Jason Rooney Remix)
- HJM - Milano (Alex Gaudino & Jason Rooney Remix)
- Platnum - Signals (Alex Gaudino & Jason Rooney Remix)
- Katy Perry - Firework (Alex Gaudino & Jason Rooney Remix)
- Avicii - Malo (Alex Gaudino & Jason Rooney Remix)
- Daniel de Bourg - Lights On (Alex Gaudino & Jason Rooney Remix)

2011
- Casely - Neva Fall (Alex Gaudino & Jason Rooney Remix)
- Vasco Rossi - Manifesto Futurista Della Nuova Umanità (Alex Gaudino & Jason Rooney Remix)
- Umberto Tozzi - Gloria 2011 (Alex Gaudino & Jason Rooney Club Mix)
- Ti.Pi.Cal. featuring Josh Colow - Round And Around 2011 (Alex Gaudino & Jason Rooney Remix)
- Chicco Secci featuring Graham Wheeler - Fly With You (Alex Gaudino & Jason Rooney Remix)
- DJ Smash - Moscow Never Sleeps (Alex Gaudino Remix)
- Benny Benassi featuring Gary Go - Cinema (Alex Gaudino & Jason Rooney Remix)
- Blush featuring Snoop Dogg - Undivided (Alex Gaudino Remix)
- Chicco Secci feat. Graham Wheeler – Fly With You (Alex Gaudino & Jason Rooney Mix)
- The Allstars featuring The Wood - Tonite (Alex Gaudino & Jason Rooney Magnificent Remix)
- Jessica Sutta - Show Me (Alex Gaudino & Jason Rooney Club Mix)
- The Wanted - Glad You Came (Alex Gaudino Remix / Dub)
- Cher Lloyd featuring Mike Posner - With Ur Love (Alex Gaudino & Jason Rooney Remix)
- Leona Lewis & Avicii - Collide (Alex Gaudino & Jason Rooney Club Mix)
- Jovanotti vs. Alex Gaudino - La notte dei desideri (Alex Gaudino & Jason Rooney Remix)
- Jennifer Lopez - Papi (JNX Vs. Alex Gaudino & Jason Rooney Club Mix)
- Sarvi - Stereo Love (Alex Gaudino Remix)
- J-Ax - Domenica Da Coma (Alex Gaudino & Jason Rooney Da Coma Remix)

2012
- Emma - Cercavo Amore (Alex Gaudino & Jason Rooney Remix)
- Starchild X - Superstar (Alex Gaudino & Jason Rooney Remix)

2013
- Raghav - Fire (Alex Gaudino & Jason Rooney Remix)
- Enrique Iglesias - Turn The Night Up (Alex Gaudino & Jason Rooney Remix / Dub)
- Слава - Стань сильней (Alex Gaudino Remix)
- Benny Benassi featuring John Legend - Dance the Pain Away (Alex Gaudino & Benny Benassi Remix)
- Cyndi Lauper - Time After Time 2013 (Alex Gaudino & Jason Rooney Remix)

2014
- Jus Jack - Stars (Alex Gaudino & Hiisac vs. Wlady Remix)

2015
- Alex Gaudino - I'm Movin' (Alex Gaudino & Dyson Kellerman Remix)

2016
- Bob Sinclar - Someone Who Needs Me (Alex Gaudino & Dyson Kellerman Remix)

2019
- Alex Gaudino featuring Brenda Muller - No More (Alex Gaudino & Jason Rooney Edit)

2020
- Matilda Sabina featuring Dyson Kellerman - Slippin' (Alex Gaudino Remix)
- Alex Gaudino & Bottai & Moncrieff & Blush - Remember Me (Alex Gaudino & Hiisak Remix)
- D3FAI & Nathassia - Change the World (Alex Gaudino & Theo Mandrelli Remix)
- Beat Addicts vs. C&C Music Factory - Keep It Comin' 2020 (Alex Gaudino & Teo Mandrelli Remix)
- Alex Gaudino & Jerma present Lil' Love - Little Love (Alex Gaudino & Dyson Kellerman Discotronik 2020 Remix)
- Alex Gaudino & Jerma present Lil' Love - Little Love (Alex Gaudino & Hiisak Remix)
- Dirty Nick featuring Sam Welch - Everytime We Break (Alex Gaudino & Teo Mandrelli Remix)
- Allegra - Do What I Want (Alex Gaudino & Dyson Kellerman Remix)

2021
- Alex Gaudino featuring Dakota - All I Think Is Of You (Alex Gaudino & Dyson Kellerman Edit)

2022
- Alex Gaudino & Tobtok & Jayover - Talk Talk (Alex Gaudino & Hiisak Remix)